# 微核草属
微核草属（学名：Microcaryum）是紫草科下的一个属，为一年生、矮小草本植物。该属共有4种，分布于中亚至喜马拉雅。